# Hans Busch (físico)
Hans Busch (Jüchen, 27 de fevereiro de 1884 - Darmstadt, 16 de dezembro de 1973), foi um professor da Universidade de Darmstadt e da Universidade de Jena (professor de Física Aplicada, de 1922 a 1947). Descobriu as propriedades de lentes de bobinas eletromagnéticas para feixes de elétrons, apresentando tal conceito em seu trabalho publicado em 1926, que mostrou que as equações usadas nas lentes poderiam ser aplicáveis aos elétrons. Complementado em 1927, tais trabalhos foram remetidos a Reinhold Rudenberg.
Por ter desenvolvidos a fundação matemática e experimental da geometria óptica de elétrons, isto é, a formação de imagens de um objeto sujeito a feixes de elétrons incidentes com o uso de lentes magnéticas, ele foi o pioneiro da ótica de elétrons, fundamento físico da microscopia eletrônica.
Conjuntamente com August Köhler liderou o desenvolvimento da microscopia com os raios ultravioleta.